# Cantone di Taninges
Il Cantone di Taninges era un cantone francese dell'arrondissement di Bonneville.
A seguito della riforma approvata con decreto del 13 febbraio 2014, che ha avuto attuazione dopo le elezioni dipartimentali del 2015, è stato soppresso.

## Composizione
Comprendeva i comuni di:
- La Côte-d'Arbroz
- Les Gets
- Mieussy
- La Rivière-Enverse
- Taninges